# 国家無神論
国家無神論(こっかむしんろん、英：state atheism)とは国家の無神論を政府が標榜する思想および政策のことである。

## 概要
国家および政府と宗教の関係において政教分離よりもさらに距離を置いた段階である。政教分離が徹底された世俗国家においては国教が存在しない一方、国民私個人の宗教・信仰に国家・政府は関与しない姿勢をとっている。対照的に国家無神論においては信仰をめぐる議論の立場にすぎない無神論が国教のように政治と一体であり、国内での宗教及び有神論は認められないこととなる。国内に国民私個人の宗教的活動が存在する場合、政府による弾圧の対象にもなりうる。

### アルバニア人民共和国の事例
アルバニア人民共和国は「世界初の無神国家」を自称した。独裁者のエンヴェル・ホッジャによって狂信的な無神論が強制され、国内の宗教活動はすべて禁止され、ホッジャ主義が宗教の代わりをなした。